# Bảo tàng Trái đất của Khoa Địa lý và Địa chất của Đại học Adam Mickiewicz ở Poznań
Bảo tàng Trái Đất của Khoa Địa lý và Địa chất của Đại học Adam Mickiewicz ở Poznań, thường được gọi là Bảo tàng Trái Đất (tiếng Ba Lan: Muzeum Ziemi Wydziału Nauk Geograficznych i Geologicznych UAM w Poznaniu, zwana powszechnie Muzeum Ziemi) là một bảo tàng của Viện Địa chất trực thuộc Khoa Địa lý và Địa chất của Đại học Adam Mickiewicz, tọa lạc tại số 10 Phố Bogumiła Krygowskiego, Poznań, Ba Lan. Khách tham quan được vào cửa miễn phí.

## Lịch sử
Bảo tàng Trái Đất được thành lập tại Khoa Địa lý và Địa chất của Đại học Adam Mickiewicz ở Poznań vào năm 2009. Người đứng đầu Bảo tàng đầu tiên là Tiến sĩ Stanisław Koszela. Từ năm 2013, vị trí này do Tiến sĩ Joanna Jaworska đảm nhận.

## Triển lãm
Bộ sưu tập của Bảo tàng Trái Đất của Khoa Địa lý và Địa chất của Đại học Adam Mickiewicz ở Poznań hiện đang bao gồm các mẫu vật khoáng vật học và cổ sinh vật học tại Viện Địa chất của Đại học Adam Mickiewicz (các thiên thạch đá và đá-sắt, các bộ sưu tập mã não từ Dolnośląskie, khoáng chất và đá: đá trong tự nhiên, đá trong kiến trúc và điêu khắc, đá xây dựng đường, đá tiện ích).